# Forcipomyia hirtula
Forcipomyia hirtula är en tvåvingeart som först beskrevs av Zetterstedt 1838.  Forcipomyia hirtula ingår i släktet Forcipomyia och familjen svidknott. Inga underarter finns listade i Catalogue of Life.